# Bistum Breslau (altkatholisch)

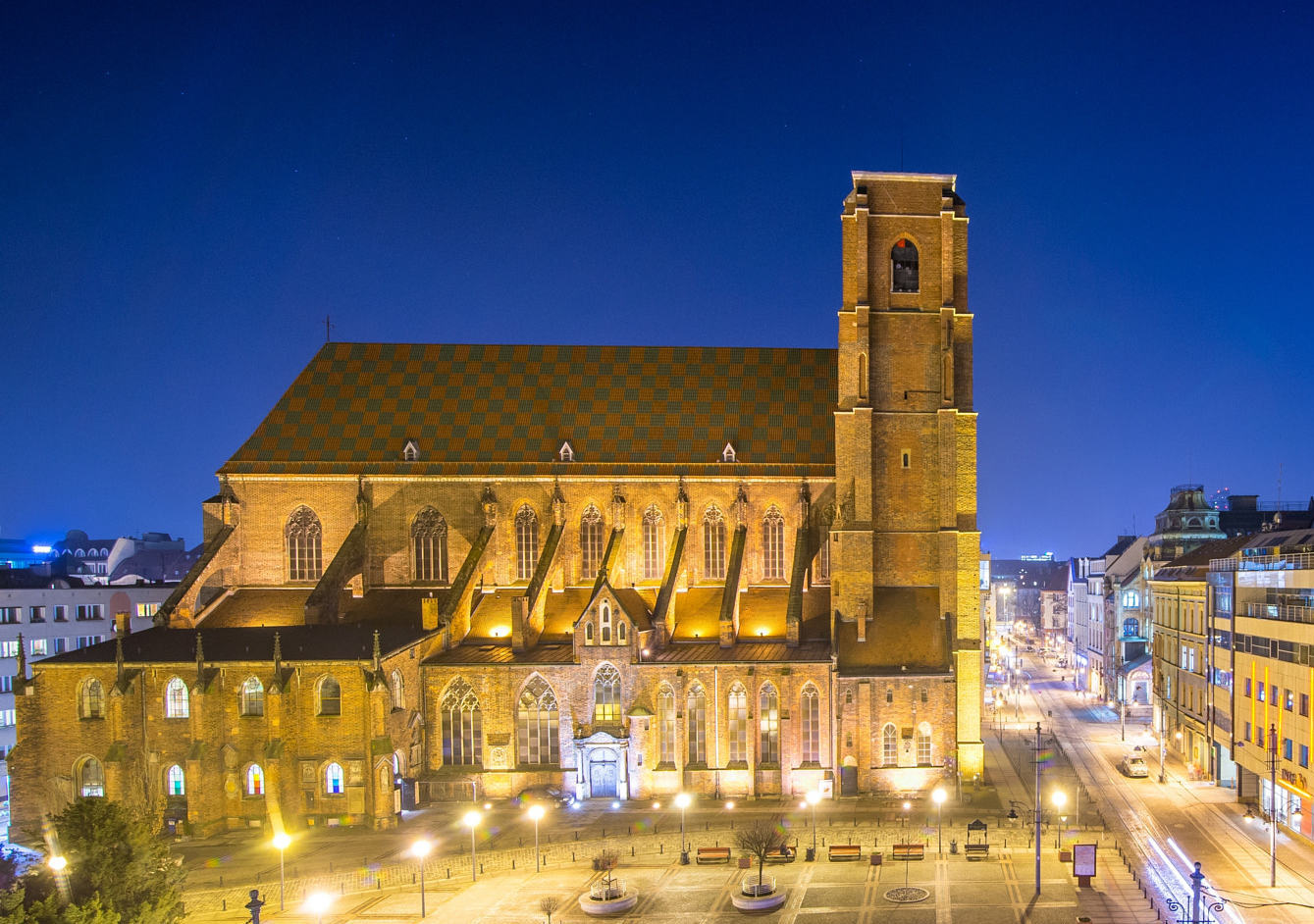
Altkatholische Kathedrale Maria Magdalena in Breslau

Das Bistum Breslau (Diecezja wrocławska) ist eine von drei Diözesen der Polnisch-Katholischen Kirche in der Republik Polen. Sie zählt 3887 Mitglieder.

## Vorgeschichte
Eine erste altkatholische Gemeinde entstand in Breslau schon bald nach dem Ersten Vatikanischen Konzil 1873. Der erste Bischof des Katholischen Bistums der Alt-Katholiken in Deutschland, Joseph Hubert Reinkens, war zuvor Professor für katholische Theologie an der Universität Breslau. Infolge der Vertreibung der deutschen Bevölkerung ist die deutsche alt-katholische Kirche bis auf kleinste Reste untergegangen.

## Geschichte

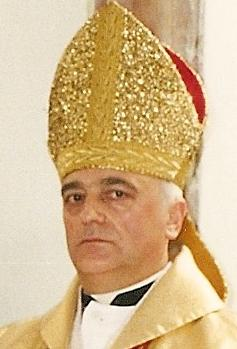
Stanisław Bosy

Die 1951 formal errichtete Polnisch-Katholische Kirche ging aus der Mission der Polish National Catholic Church hervor, die im polnischen Mutterland eine eigene Kirchenhierarchie etablierte und aufgrund der damals großen Mitgliederzahl von ca. 100.000 Gläubigen in drei Bistümer aufgeteilt wurde.
Um 1936 wurde von der PNCC die erste Pfarrei im Gebiet des heutigen Bistums in Leszno gegründet. Nach dem Jahr 1945 wurde die noch in Deutschland 1886/1900 gegründete altkatholische Pfarrei in Boguszów zur Pfarrei der PNCC umgewandelt.
1974 wurde die heute bevölkerungsreichste Pfarrei in Kotłów gegründet.

## Gegenwart
Das Diözesangebiet erstreckt sich über die Woiwodschaften Großpolen, Niederschlesien, Lebus, Oppeln und Westpommern. Es ist derzeit in vier Dekanate und 20 Pfarreien gegliedert. Die Zahl der Diözesanen beträgt rund fast 4.000 Gläubige. Als Kathedralkirche dient die spätmittelalterliche ehemalige evangelische Bürgerkirche St. Maria Magdalena in Breslau. Die Prokathedralkirche aus den 1970er Jahren in befindet sich in Kotłów.
Da der Bischofssitz lange Zeit vakant wurde, wurde das Bistum von einem Diözesanadministrator, dem infulierten Dekan Stanisław Bosy, verwaltet. Dieser wurde in der Synode der polnisch-katholischen Kirche am 13. Juni 2023 zum Bischof für das Bistum Breslau gewählt.

## Ordinarien
- - 1960–1963: Infulierter Prälat Jerzy Józef Osmólski (Diözesanadministrator)
- 1963–1965: Bischof Julian Pękala
- 1966–1968: Bischof Franciszek Koc
- 1968–1977: Bischof Walerian Kierzkowski (Elekt)
  - 1979: Infulierter Prälat Antoni Pietrzyk (Diözesanadministrator)
- 1979–2004: Wiesław Skołucki
- 2004–2023 Infulierter Dekan Stanisław Bosy (Diözesanadministrator)
- seit 2023: Bischof Stanisław Bosy